# Pseudoharpax crenaticollis
Pseudoharpax crenaticollis es una especie de mantis de la familia Hymenopodidae.

## Distribución geográfica
Se encuentra en Kenia, Ruanda, Tanzania y Burundi.